# Naoki Urasawa
Naoki Urasawa (浦沢 直樹 Urasawa Naoki?), nacido el 2 de enero de 1960 en Fuchu (Tokio), es un guionista y dibujante (mangaka) japonés. Entre sus trabajos más reconocidos están Yawara!, 20th Century Boys y Monster, tres veces ganador del premio Shōgakukan.

## Carrera
Se licenció en Ciencias económicas en la Universidad Meisei. En 2008, Urasawa ocupó plaza de profesor en la Universidad de Nagoya impartiendo clases de manga. Su primera publicación fue Return en 1981, obra con la que consiguió el premio al mejor autor novel de la editorial Shōgakukan.
Cuatro de sus series se han adaptado al anime: Yawara! (1986-1993), Master Keaton (1988-1994), Monster (1994-2002) y Pluto (2003-2009).  Se ha versionado 20th Century Boys (2000-2006) en una serie de tres películas lanzadas en 2008 y 2009. Ha recibido tres veces el Premio de Manga Shōgakukan, dos veces el Premio Cultural Tezuka Osamu y una vez el Premio Kodansha de Manga.
Fusanosuke Natsume dijo que Urasawa desarrolló su propio estilo con el manga Monster, descrito como realista. A lo largo de su carrera, el mangaka ha escrito de manera simultánea dos series y colabora frecuentemente con Takashi Nagasaki.
Como guionista se caracteriza por una narrativa densa y con varias tramas interconectadas, el dominio del suspenso y los toques inteligentes a los clásicos del manga y anime, así como el uso frecuente de personajes y situaciones alemanas. Sus obras son de temática diversa, aunque sus últimos mangas son de suspenso. Es un reconocido guionista y su dibujo se caracteriza por unos paisajes muy detallados y facciones realistas para sus personajes. Urasawa es el conductor de una serie documental producida por la NHK titulada Urasawa Naoki no Manben (浦沢直樹の漫勉), donde se entrevista y analiza el trabajo de diferentes mangakas y el estilo de cada uno. La serie ha tenido varias temporadas desde su inicio en 2014; en marzo de 2017 se lanzó la cuarta temporada.
Urasawa comenzó a tocar la guitarra en la preparatoria. Bajo el sobrenombre de Bob Lennon ha escrito y publicado varias canciones. En 2016 lanzó su segundo álbum, que produjo y escribió él mismo.
En 2024 fue el encargado de diseñar el cartel del festival número 30 de Manga Barcelona,  con en una ilustración de sus personajes más famosos con la sagrada familia de fondo. “Muchos japoneses comenzaron a situar Barcelona en el mapa con Yawara!, he visitado muchas ciudades y me parece que no hay ninguna como Barcelona”, declaró el dibujante durante la tanda de preguntas en la sala Kitsune de la feria.

## Obras
- Beta! (1984)
- Yawara! (1986 - 1993)
- Pineapple Army (1986 - 1988)
- Dancing Policeman (1987)
- Master Keaton (1988 - 1994)
- NASA (1988)
- Happy (1993 - 1999)
- Monster (1994 - 2002)
- Jigoro! (1994)
- 20th Century Boys  (1999 - 2006)
- Pluto (2003 - 2009)
- 21st Century Boys (2007)
- Billy Bat (2008 - 2016)
- Master Keaton Remaster (2012 - 2014)
- Mujirushi: Le Signe des Rêves (2017–2018)
- Asadora! (2018–...)
- ¡Achís! (2021)

## Premios
- 1981 Debut (por Return)
- 1982 Premio Shōgakukan al Mejor Mangaka Novel
- 1989 Premio de Manga Shōgakukan (por Yawara!)
- 1997 Japan Media Arts Festival, Premio de Excelencia (por Monster)
- 1999 Premio Cultural Tezuka Osamu, Premio Mayor (por Monster)
- 2002 Premio de Manga Shōgakukan (por Monster)
- 2001 Premio Kodansha de Manga (por 20th Century Boys)
- 2002 Japan Media Arts Festival, Premio de Excelencia (por 20th Century Boys)
- 2002 Premio de Manga Shōgakukan (por 20th Century Boys)
- 2004 Premio de Angoulême a la Mejor Serie (por 20th Century Boys)
- 2005 Premio Cultural Tezuka Osamu, Premio Mayor (por Pluto)
- 2008 Premio Seiun, Mejor Manga del Año (por 20th Century Boys)
- 2010 Premio Seiun, Mejor Manga del Año (por Pluto)
- 2011 Premio Eisner, Mejor Material Internacional Editado en EE. UU. (por 20th Century Boys)
- 2013 Premio Eisner, Mejor Material Internacional Editado en EE. UU. (por 20th Century Boys)[11]
- Festival Internacional de Cómic Angoulême 2018. Premio Fauve de Misterio.[12]